# George Thurber
George Thurber, född 2 september 1821 i Providence, Rhode Island, USA, död 2 april 1890 i Passaic, New Jersey, var en amerikansk naturhistoriker och författare. Han hade ett särskilt intresse för olika typer av gräs i USA.
Auktorsnamnet Thurb. kan användas för George Thurber i samband med ett vetenskapligt namn inom botaniken; se Wikipediaartiklar som länkar till auktorsnamnet.